# Trasmissione (telecomunicazioni)
Il termine trasmissione, nel campo delle telecomunicazioni e dell'informatica, indica il processo e le modalità/tecniche finalizzate all'invio di informazione, tramite impulsi elettrici e segnali codificati, su un canale fisico di comunicazione da un mittente ad uno o più destinatari.
Essa è resa possibile da apparecchiature elettroniche di ricetrasmissione ovvero da un trasmettitore e da un ricevitore poste agli estremi del canale di comunicazione e che insieme definiscono genericamente un sistema di telecomunicazioni. 
In generale questo processo subisce le caratteristiche trasmissive del canale di comunicazione stesso che altera più o meno l'informazione trasmessa e vincola allo stesso tempo i rispettivi parametri di trasmissione. Centrale per il trasporto di informazione è il concetto di segnale portante e modulazione.

## Tipi di trasmissione
Le trasmissioni si suddividono in:
- trasmissioni analogiche;
- trasmissioni digitali;

In base al numero di destinatari le trasmissioni di questo tipo possono essere a loro volta:
- unicast: il destinatario è solo uno di quelli raggiunti dal segnale quindi la comunicazione è punto-punto (point-to-point);
- multicast: i destinatari devono essere solo alcuni di quelli raggiunti dal segnale quindi la comunicazione è punto-multipunto.
- broadcast: i destinatari sono tutti quelli raggiunti dal segnale quindi la comunicazione è punto-tutti.

Dal punto di vista del trasporto dell'informazione sul canale una comunicazione può essere:
- simplex, ovvero monodirezionale (ad es. radiodiffusione e telediffusione).
- half-duplex, ovvero bidirezionale, ma solo un utente alla volta (ad es. walkie-talkie).
- full-duplex, ovvero bidirezionale contemporanea tra due utenti (ad es. telefono).

In ambito strettamente informatico si distinguono invece:
- trasmissioni seriali;
- trasmissioni parallele.

Queste trasmissioni sono usate nelle comunicazioni tra apparati hardware informatici.
Nell'ambito delle reti di telecomunicazioni, dal punto di vista del formato informativo trasmesso, una trasmissione può essere:
- a flusso continuo;
- a pacchetto cioè suddivisa in unità informative dette appunto pacchetti, tipica soprattutto delle rete dati informatiche;

### Tipi di mezzo trasmissivo
Una qualsiasi trasmissione può viaggiare a distanza su diversi mezzi trasmissivi che rappresentano a livello fisico il canale di comunicazione. Si distinguono trasmissioni:
- cablate le quali si suddividono a loro volta in trasmissioni elettriche e trasmissioni ottiche.
- wireless le quali si suddividono a loro volta in ottiche e radiocomunicazioni che a sua volta si suddividono in comunicazioni terrestri e comunicazioni satellitari.

### Tipi di servizio/traffico
Una trasmissione può offrire fondamentalmente tre tipi di servizio all'utente:
- fonia cioè trasferimento di dati vocali in una comunicazione real-time tra due o più utenti, tipicamente CBR (Constant Bit Rate) (ad es.la telefonia);
- audio-video real-time, tipicamente VBR (Variable Bit Rate) (ad es. radio, televisione, videoconferenza);
- comunicazione dati cioè il trasferimento di dati non vocali, generalmente testuali o audio-video, tra due o più destinatari, tipicamente VBR (Variable Bit Rate) (ad es. telegrafo e reti di calcolatori).

### Principio di complementarità
In una qualsiasi trasmissione vale il cosiddetto principio di complementarità ovvero tutte le operazioni che vengono eseguite su un segnale in trasmissione vengono replicate in maniera duale cioè inversa in ricezione per il ripristino dell'informazione originaria della sorgente (fanno eccezione le operazioni di amplificazione, filtraggio e equalizzazione).

### Parametri di trasmissione
Una trasmissione è caratterizzabile da:
- una banda assegnata al servizio;
- una banda di canalizzazione assegnata al canale (può coincidere con quella dedicata al servizio);
- una codifica di sorgente e di canale per trasmissioni digitali.
- un tipo di modulazione;
- una velocità di trasmissione;
- un'efficienza spettrale.
- una fedeltà del segnale ricevuto rispetto a quello originariamente trasmesso in virtù della presenza o meno di distorsione da parte del canale (in trasmissioni analogiche).
- un errore del simbolo decodificato rispetto a quello originariamente trasmesso, sempre a causa di una distorsione, e caratterizzabile dunque attraverso una probabilità di errore (in trasmissioni digitali).
- un ritardo di propagazione sul mezzo trasmissivo detto anche latenza: data l'elevata velocità di propagazione del segnale (circa 300.000 km/s in etere e 200.000 km/s in cavo) esso non costituisce in genere un problema tranne che per le trasmissioni satellitari;

### Livello fisico e standard trasmissivi
L'insieme di parametri trasmissivi quali frequenze o banda utilizzate, modulazione, eventuale codifica, cavi e connettori definiscono il livello fisico di un'architettura di rete e concorrono a definire assieme alle eventuali specifiche del livello datalink (accesso multiplo e multiplazione) i cosiddetti standard trasmissivi. Esempi di tali standard sono il GSM, l'UMTS, l'LTE, il DECT, Ethernet, PDH, SDH/SONET ecc.